# Diplodactylus barraganae
Espèce
Diplodactylus barraganae est une espèce de geckos de la famille des Diplodactylidae.

## Répartition
Cette espèce est endémique d'Australie. Elle se rencontre entre le Territoire du Nord et le Queensland. 

## Description
Diplodactylus barraganae mesure de 25,05 à 49,47 mm de longueur standard.

## Étymologie
Cette espèce est nommée en l'honneur de María Elena Barragán.

## Publication originale
- Oliver, Couper & Pepper, 2014 : Independent Transitions between Monsoonal and Arid Biomes Revealed by Systematic Revison of a Complex of Australian Geckos (Diplodactylus; Diplodactylidae). PLOS ONE, vol. 9, no 12, p. e111895 1-53 (texte intégral).